# ユナイテッド・テクノロジーズ
ユナイテッド・テクノロジーズ（United Technologies Corporation, UTC）は、アメリカ合衆国コネチカット州 ハートフォードに本部を置いていた多国籍企業である。
事業内容は多岐にわたっており、狭義の意味での複合企業（コングロマリット）であった。航空機のエンジン、宇宙産業、防火・消火製品およびセキュリティサービス、その他工業製品など、非常に多くの分野で研究開発、製造を行っている。ロケットエンジン、ヘリコプター、燃料電池、空調装置、エレベータ、エスカレータ事業などは売却された。2020年4月、航空宇宙事業がレイセオンと合併し、レイセオン・テクノロジーズとなった。

## 歴史
世界恐慌が始まる1929年にボーイング、プラット・アンド・ホイットニー・エアクラフト(Pratt & Whitney Aircraft) など数社が統合してユナイテッド・エアクラフト・アンド・トランスポート(United Aircraft and Transport Corporation)として誕生した。
1934年、反トラスト法によりボーイングやユナイテッド航空と分割されユナイテッド・エアクラフト (United Aircraft Corporation) となり、1975年にユナイテッド・テクノロジーズ (United Technologies Corporation, UTC)となった。
1976年にエレベータメーカーのオーチス・エレベータを、1979年には空調設備メーカーのキヤリア(The Carrier Corporation) を買収した。
2020年4月3日、事業再編によって、空調事業キヤリアとエレベータ事業オーチスはスピンオフによりそれぞれ独立した会社となり、航空宇宙事業はレイセオンと経営統合し、ユナイティッド・テクノロジーズはレイセオン・テクノロジーズに社名変更された。また、その本社はコネチカット州ハートフォードからレイセオン本社所在地であるマサチューセッツ州ウォルサムに移転された。

## 事業
多種の会社（部門）によって組織されている。
- プラット・アンド・ホイットニー (P&W) - ガスタービンエンジンやロケットエンジンなどの設計・製造を行う。航空用ジェットエンジンについては、GEアビエーションとロールス・ロイス plcに並ぶ世界3大メーカーのひとつ。
  - プラット・アンド・ホイットニー・カナダ (P&WC) - 小型航空機エンジンの設計・製造、サポート業務を行う。
- コリンズ・エアロスペース - 商業や軍事、国などへの航空宇宙システムの設計、製造を行う。国際宇宙計画における主要業者である。また、化学、食品加工から、建築、採掘に至るまで様々な工業製品を手がけている。
- UTクライメイト・コントロール＆セキュリティ - 防火製品およびセキュリティサービス業務を行っている。
- UTRC（ユナイテッド・テクノロジーズ・リサーチ・センター） - ユナイテッド・テクノロジーズにおける新技術、新プロセス開発をサポートする中央研究所。流体力学、先進材料およびエレクトロニクス、コンピュータサイエンスなどの分野のエンジニアや研究者がその技術で世界をリードしている。

なお、紛らわしい社名を用いていた日本のユナイテッド・テクノロジー・ホールディングス（2009年にUTホールディングスへ社名変更、現在のUTグループ）は資本・人材を含め一切無関係である。

## かつて行っていた事業
多くの複合企業と同じように、ユナイテッド・テクノロジーも様々な事業分野にかつて進出していた。
- ハミルトン・テスト・システムズ(Hamilton Test Systems) - 自動車の排気ガス試験設備。現在はアメリカのエンバイアロンメンタル・システム・プロダクツ(Environmental System Products)の一部となっている。
- インモント・ペイント・アンド・レジンズ(Inmont paint and resins) - ドイツの化学会社、BASF AGに売却された。
- モステック・セミコンダクタ - 1980年に買収、1985年にトムソンに売却後、現在STマイクロエレクトロニクス。
- ノルデン・システムズ(Norden Systems) - ノースロップ・グラマンの傘下となり、軍事用電子システム製造会社、ノースロップ・グラマン・ノルデン・システムズ(Northrop Grumman Norden Systems) となった。
- UTオートモーティブ - アメリカの自動車部品メーカーリア・コーポレーション (Lear Corporation)の一部門となった。
- UTCパワー - 分散電源システム事業。ClearEdge Powerへ売却された。
  - UTCフュエルセルズ - 燃料電池事業。民生用から宇宙用まで手がける。
- UTコミュニケーションズ - 電話の通信機器会社LexarとStromberg Carlsonを買収したが、1985年にMemorexへ売却された。
- ロケットダイン - ロケットエンジン製造事業。エアロジェットへ売却された（エアロジェット・ロケットダイン）。
- シコルスキー・エアクラフト(Sikorsky Aircraft) - ヘリコプタ製造事業。ロッキード・マーティンの傘下となり、同社の一部門となった。
- キヤリア - 世界シェア上位の空調設備メーカー。エア・コンディショナーなど空調システムの製造販売を行っている。日本では、東芝との合弁企業東芝キヤリアで事業展開している。
- オーチス・エレベータ - 世界シェア上位のエレベータ・エスカレータメーカー。製造、設置、メンテナンスサービスを行う。日本法人は日本オーチス・エレベータ。

## 年表
※設立や統合のあった年を太字にして示す。
- 1853年 - エリシャー・オーティスがエレベータ工場設立（1861年にオーチス・エレベータとなる）し、ニューヨーク万国博覧会でエレベータの安全装置を発表
- 1857年 - オーチスが初の乗用エレベータをニューヨークの小売店に設置
- 1862年 - オーチスが初めてアメリカ以外の国（カナダ・ニューファンドランド）にエレベータを販売
- 1900年 - オーチスがエスカレータを発表
- 1902年 - ウィリス・キャリアが、近代的なエア・コンディショナーを開発
- 1903年 - オーチスがギアレス駆動の電気エレベータを発表
- 1915年 - ウィリス・キャリアがキヤリア・エンジニアリングを設立
- 1919年 - スタンダード・スチール・プロペラ(Standard Steel Propeller) 設立（ハミルトン・スタンダードの前身）
- 1920年 - ハミルトン・エアロ・マニュファクチュアリング(Hamilton Aero Manufacturing) 設立（ハミルトン・スタンダードの前身）
- 1922年 - キヤリアがロサンゼルスの映画館に最初のエア・コンディショナーを設置
- 1923年 - イーゴリ・シコールスキイがシコルスキー・エアロ・エンジニアリングを設立
- 1924年 - オーチスが初の押しボタンによる自動制御エレベータを発表
- 1925年 - プラット・アンド・ホイットニー・エアクラフト(Pratt & Whitney Aircraft) 設立
- 1928年 - キヤリアがアメリカ合衆国上院および下院の議場にエア・コンディショナーを設置
- 1929年 - ボーイング、プラット・アンド・ホイットニー、ハミルトン・スタンダード(Hamilton Standard)、シコルスキー・エアクラフト、チャンス・ヴォート(Chance Vought) 等が統合しユナイテッド・エアクラフト・アンド・トランスポート(United Aircraft and Transport Corporation) 設立
- 1929年 - 研究所設立
- 1931年 - オーチスが初のダブルデッキ・エレベータを発表
- 1934年 - ユナイテッド・エアクラフト・アンド・トランスポートがユナイテッド・エアクラフト(United Aircraft) 、ボーイング・エアプレーン(Boeing Airplane Company) 、ユナイテッド・エアラインズ・トランスポート（United Airlines Transport Company、後のユナイテッド航空）に分割
- 1938年 - ハミルトン・スタンダードがハイドロマティック（油圧式）可変プロペラを発表
- 1939年 - シコルスキーが最初の近代的なヘリコプターVS-300の飛行テスト
- 1939年 - シコルスキーとチャンス・ヴォートが統合しヴォート・シコルスキーを組織
- 1944年 - キヤリアが冷凍食品研究店舗を開く
- 1942年 - 第二次世界大戦の3年間で、シコルスキーは150機のヘリコプター、プラット・アンド・ホイットニーは30万台の航空機用エンジン、ハミルトンスタンダードは50万枚のプロペラを製造した
- 1948年 - プラット・アンド・ホイットニーがジェットエンジンを製造
- 1949年 - ハミルトン・スタンダード、航空機の燃料制御の開発を開始
- 1950年 - オーチスが最初のオペレータがいらない自動エレベータを設置
- 1950年 - キヤリアが一般需要家向けウィンドウ・エア・コンディショナー・ユニットを販売開始
- 1952年 - プラット・アンド・ホイットニーがカナダでピストンエンジンを製造開始
- 1952年 - キヤリアが初の家庭用エア・コンディショナーを量産
- 1954年 - チャンス・ヴォート（現在のヴォート・エアクラフト・インダストリーズ）を独立分社化
- 1957年 - シコルスキーが初のタービンエンジンによるヘリコプターをテスト
- 1958年 - プラット・アンド・ホイットニーのJT3エンジンを搭載したジェット旅客機ボーイング707が営業運航を開始。
- 1958年 - ユナイテッド・エアクラフトが固体ロケットや新型推進システムの分野に参入。
- 1963年 - プラット・アンド・ホイットニー・JT8D エンジンがボーイング727に搭載され運航開始。
- 1964年 - プラット・アンド・ホイットニー・PT6 ターボプロップエンジンが運用開始。
- 1966年 - ハミルトン・スタンダードが初の電子コントロールによるキャビンの圧力調整システムを発表
- 1969年 - アポロ11号が月面着陸。ハミルトン・スタンダードの宇宙服、プラット・アンド・ホイットニーの燃料電池採用
- 1970年 - プラット・アンド・ホイットニーJT9D エンジンを搭載した初のジャンボジェット・ボーイング747が就航。
- 1971年 - 研究所が航空力学ノイズ研究のための初の高速風洞を建設
- 1975年 - ユナイテッド・エアクラフトがユナイテッド・テクノロジーズに社名変更
- 1976年 - ユナイテッド・テクノロジーズがオーチス・エレベータを買収
- 1978年 - シコルスキーが軍用ヘリコプター・ブラックホークを製造開始
- 1979年 - ユナイテッド・テクノロジーズがキヤリアを買収
- 1979年 - オーチスが最初の完全なマイクロプロセッサ制御エレベータを発表
- 1981年 - スペースシャトル・コロンビア初飛行。UTCフュエルセルズ(UTC FuelCells)の燃料電池、ハミルトン・スタンダードの宇宙服と環境制御システムが採用される
- 1984年 - インテリジェントビルのコンセプトを発表、今日の「高度情報化建築物」の原型となる。
- 1989年 - オーチスが最初のリニアモーター駆動エレベータを発表
- 1993年 - ハミルトン・スタンダードの宇宙服と生命補助システムがハッブル宇宙望遠鏡の修理において宇宙遊泳状態で使用されるが問題起きず
- 1995年 - プラット・アンド・ホイットニーのエンジンを搭載したボーイング777就航。
- 1999年 - ユナイテッド・テクノロジーズがサンドストランド(Sundstrand Corporation) を買収。ハミルトン・スタンダードと合併させハミルトン・サンドストランド設立。
- 2001年 - ユナイテッド・テクノロジーズが分散電源市場に参入するためUTCパワー(UTC Power)を設立。
- 2003年 - en:Chubb Securityを買収し、消防・防災事業へ参入。2005年には同事業を強化するため、en:Kiddeを買収。
- 2005年 - ロケットエンジン製造のロケットダインを買収したが、2013年に売却。
- 2010年 - 風力発電タービン製造のen:Clipper Windpowerを買収したが、2012年に売却。
- 2011年 - 航空部品大手のグッドリッチを買収。傘下のハミルトン・サンドストランドと合併させ、UTエアロスペース・システムズを設立。
- 2013年 - UTCパワーをen:ClearEdge Powerへ売却。
- 2015年 - シコルスキー・エアクラフトをロッキード・マーチンへ売却。
- 2018年 - ロックウェル・コリンズを買収。傘下のグッドリッチおよびハミルトン・サンドストランドと事業統合し、 コリンズ・エアロスペースを設立。
- 2020年 - 空調事業キヤリアとエレベータ事業オーチスを独立会社としてスピンオフ。航空宇宙事業はレイセオンと経営統合し、ユナイティッド・テクノロジーズはレイセオン・テクノロジーズとなった。